# We No Speak Americano
We No Speak Americano — сингл австралийского музыкального дуэта Yolanda Be Cool и продюсера DCUP. Выпущен 27 февраля 2010 года на независимом австралийском лейбле Sweat It Out. В сингле использован семпл из песни Ренато Карозоне «Tu vuò fà l'americano», выпущенной в 1956 году. Сразу после релиза We No Speak Americano стал международным хитом, возглавлял датский, голландский и шведский чарты, был в первой десятке в чартах Австралии, Бельгии, Испании, Норвегии и Великобритании.

## Список композиций
| №  | Название                                                     | Длительность |
| -- | ------------------------------------------------------------ | ------------ |
| 1. | «We No Speak Americano» (UK Radio Edit)                      | 2:11         |
| 2. | «We No Speak Americano» (Chew Fu Rosetta Stone Fix Extended) | 5:37         |
| 3. | «We No Speak Americano» (Myd Remix)                          | 5:05         |
| 4. | «We No Speak Americano» (Kenny Hayes Remix)                  | 5:30         |
| 5. | «We No Speak Americano»                                      | 4:29         |
| 6. | «We No Speak Americano» (Nick Thayer Remix)                  | 4:10         |
| 7. | «We No Speak Americano» (Friday Night Posse Remix)           | 4:27         |

## Кавер-версия
Существует кавер-версия песни, исполненная Marco Calliari. Она поднялась на 26 место в UK Singles Chart.